# Typhlonyphia reimoseri
Genre
Espèce
Typhlonyphia reimoseri, unique représentant du genre Typhlonyphia, est une espèce d'araignées aranéomorphes de la famille des Linyphiidae.

## Distribution
Cette espèce est endémique de Croatie,,. Elle se rencontre dans des grottes de Korčula et des monts Biokovo.

## Description
Typhlonyphia reimoseri mesure de 2,4 à 2,8 mm.

## Liste des sous-espèces
Selon World Spider Catalog (version 16.5, 10/12/2015) :
- Typhlonyphia reimoseri reimoseri Kratochvíl, 1936
- Typhlonyphia reimoseri meridionalis Kratochvíl, 1978

## Étymologie
Cette espèce est nommée en l'honneur de l'arachnologiste autrichien, Eduard Reimoser (1866-1940).

## Publications originales
- Kratochvíl, 1936 : Nouveau genre d'araignées cavernicoles en Yugoslavie. Typhlonyphia reimoseri n. gen. n. sp. Věstník Československé zoologické společnosti, Praze, vol. 3, p. 69-79.
- Kratochvíl, 1978 : Araignées cavernicoles des îles Dalmates. Přírodovědné práce ústavů Československé Akademie Věd v Brně, vol. 12, no 4, p. 1-59.